# Вренели
Вренели, френели или голдвренели (нем. Vreneli; Goldvreneli — золотой вренели), в итальянской части Швейцарии встречается название маренго (от итал. Marengo, мн.ч. Marenghi) — обиходно-народное название нескольких серий золотых монет номиналами 10, 20 и 100 швейцарских франков, чеканившихся с 1897 по 1947 год в Швейцарии. С 1936 года демонетизированы и выпускались Бернским монетным двором в виде рестрайков, однако федеральные казначейства Швейцарии все еще принимают их по номиналу. Вренели считается одной из самых известных и популярных швейцарских инвестиционных монет; за все время было отчеканено более 61 миллиона экземпляров. При этом большую часть предложения на рынке занимает номинал в 20 франков благодаря изначально большим тиражам. По золотому содержанию 20-франковый вренели соответствовал наполеондору, так как Швейцария входила в Латинский монетный союз, и швейцарский франк был приравнен к французскому по содержанию драгоценных металлов.

## История дизайна и происхождение названия
Отличительной особенностью всех монет серии «Вренели» является профиль молодой девушки, который чаще всего ассоциируют с персонифицированным символом Швейцарии — Гельвецией, поэтому её официальное название — «Голова Гельвеции», в противоположность «Сидячей Гельвеции» на младших номиналах. Однако народно-обиходным названием монеты является «Вренели», которое происходит от уменьшительно-ласкательной формы имени Верена или Вероника. Первое упоминание названия «вренели» в печати датируется 1943 и вошло в повсеместно употребление в середине 1950-х, когда монета была довольно популярна как подарок на крещение, по другим данным название было в широком обиходе значительно раньше, и впервые встречается в «Хронике города Цюриха» в 1909. Существует мнение о происхождении названия от имени главной героини популярной деревенской песни «Vreneli ab em Guggisberg». Версия о происхождении названия от имени святой Верены отвергается большинством историков. Название «маренго» распространено в Тичино, происходит от названия 20-франковых монет, чеканившихся в Турине в честь победы в битве при Маренго.
Дизайн монеты был утверждён по итогам конкурса, проведённого в 1895 году. Для этого была создана комиссия из 8 нумизматов и деятелей искусства. Однако ни один из 21 проектов не удовлетворил комиссию полностью, и первый приз не был выдан. Второй приз и премию в 1 000 000 франков получил невшательский художник Фриц Улисс Ландри (1842—1927), который и предложил профиль Гельвеции. Третий приз получил Карл Швенцер из Штутгарта с изображением Вильгельма Телля, известный как создатель монет в 5, 10 и 20 раппенов. Штемпеля новой монеты были изготовлены в Париже, медальером Эрнестом Паулином Тассе.
Модель, послужившая Ландри основой для профиля Гельвеции, точно не определена. Согласно предположениям историков, это Франсуаза Крамер-Эгли или Роза Таннлер, причём семнадцатилетний возраст и некоторые фразы из переписки Ландри свидетельствуют в пользу последней. Горы на заднем плане определены как находящиеся в кантоне Санкт-Галлен. Несмотря на популярность монеты, её дизайн вызвал значительные споры. Девушка, изображённая на монете, казалась комиссии слишком молодой для официальной репрезентации страны, а горный пейзаж характеризовал лишь маленькую часть страны.

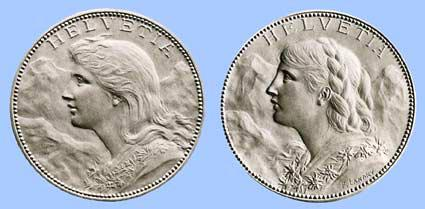
Эскизы, использованные Фрицом Улиссом Ландри для разработки монет серии «Вренели»
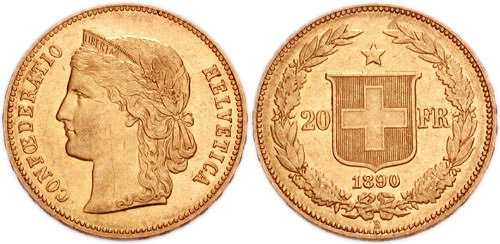
20 франков с головой Гельвеции («Либертас»), которые предшествовали «Врелели»

## Серии

### 10 франков

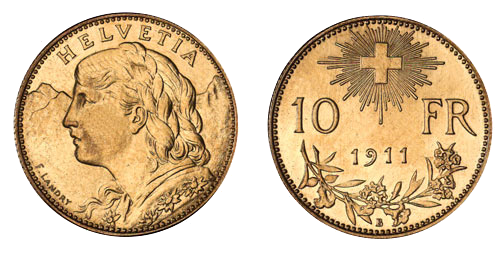
10 франков

Монеты номиналом в 10 франков чеканились с 1911 по 1916 год и дополнительным тиражом в 1922 году как половина монеты в 20 франков. Отсюда их обиходное название «полвренели» (нем. halbvreneli).
На реверсе монеты чеканилось изображение Гельвеции, персонифицированного символа Швейцарии, подобное тому, что на 20 франках; единственным отличием является перенос имени гравёра «F.LANDRY» в левую нижнюю часть монетного поля. На аверсе — номинал «10 FR.», швейцарский крест в окружении лучей, в самом низу — ветвь альпийской розы и обозначение монетного двора. Монета весила 3,23 грамма при диаметре в 19 мм, чеканилась из золота 900 пробы, что соответствовало французской монете в 10 франков. В честь столетнего юбилея окончания чеканки десятифранковой монеты в 2022 году была выпущена памятная золотая монета номиналом в 50 франков. Гурт рубчатый.
| Год  | Тираж     |
| ---- | --------- |
| 1911 | 100 000   |
| 1912 | 200 000   |
| 1913 | 600 000   |
| 1914 | 200 000   |
| 1915 | 400 000   |
| 1916 | 130 000   |
| 1922 | 1 020 000 |

### 20 франков
Монета заменила старые 20 франков «Либертас», чеканка которых началась в 1883 году после вступления Конфедерации в Латинский монетный союз. Новые монеты ежегодно выпускались с 1897 до 1916 года. В 1922-м был отчеканен увеличенный тираж, как и у десятифранковой монеты. Монеты 1926 за счет низкого тиража считаются более редкими. Официальная чеканка продолжалась до 1935 года, известны рестрайки 1945, 1946 и 1947 и 1949 с этой датой, имеющие букву «L», от нем. «Lingot» — слиток, и гуртовую надпись «******AD/LEGEM ANNI/MCMXXXI*» (согласно Закону 1931 года), так как технически являлись слитком не имеющим платежной силы. Позже от этой практики отказались. Легальность чеканки 1949 года вызывает сомнения, так как в 1947 Бундесрат принял закон об остановке чрезвычайного финансового положения, дозволявшего чеканку вренели. По данным монетного двора в тот год было отчеканено 10’000’000 экземпляров.
Монета весила 6,45 грамма при диаметре в 21,2 мм, чеканилась из золота 900 пробы, что соответствовало наполеондору. На аверсе монеты изображена молодая девушка в традиционном костюме со сложной причёской (символическая персонификация Швейцарии, Гельвеция) и латинское название страны: «HELVETIA». Известны два варианта причёски: с локоном и без. Вариант с локоном очень редок и высоко ценится. На реверсе — швейцарский крест в окружении дубовых листьев и номинал «20 FR», год и метка монетного двора, на гурте — 22 пятиугольные звезды, символизирующих число кантонов.
| Год  | Тираж   | Год  | Тираж  | Год  | Тираж   | Год                    | Тираж    |
| ---- | ------- | ---- | ------ | ---- | ------- | ---------------------- | -------- |
| 1897 | 400 000 | 1904 | 100000 | 1911 | 350000  | 1925                   | 400000   |
| 1898 | 400 000 | 1905 | 100000 | 1912 | 450000  | 1926                   | 50000    |
| 1899 | 300 000 | 1906 | 100000 | 1913 | 700000  | 1927                   | 5015000  |
| 1900 | 400 000 | 1907 | 150000 | 1914 | 700000  | 1930                   | 3371764  |
| 1901 | 500 000 | 1908 | 355000 | 1915 | 750000  | 1935                   | 175000   |
| 1902 | 600 000 | 1909 | 400000 | 1916 | 300000  | Рестрайки с датой 1935 | 20008813 |
| 1903 | 200 000 | 1910 | 375000 | 1922 | 2783678 | 1947                   | 9200000  |

### Монеты 1897 года из светлого золота
В 1897 году была отчеканена партия из 29 монет номиналом в 20 франков из светлого золота, легированного не только медью, но и серебром, которое добывалось в шахтах Гондо в кантоне Вале. Отличительной чертой является выбитое изображение маленького крестообразного знака внутри большого креста швейцарского герба на аверсе. При этом, несмотря на стандартное обозначение монет как «пробных» в литературе, монетный двор относит их к обычным платежным средствам.

### 100 франков

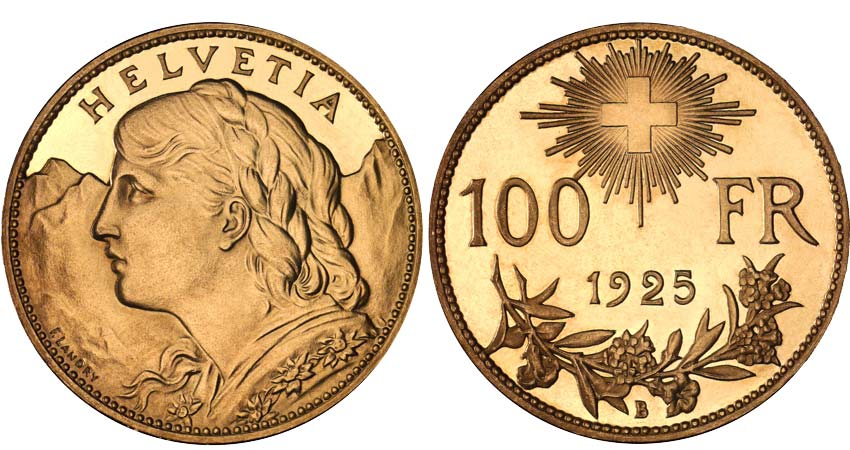
100 франков

Монета номиналом в 100 франков чеканилась только в 1925 году крайне ограниченным тиражом в 5000 монет. Дизайн монеты практически совпадал с десятью франками, однако монета весила в 10 раз больше при диаметре в 35 мм. На гурте 13 звезд и надпись «DOMINUS / PROVIDEBIT» (Бог усмотрит, Бытие 22,8), согласно некоторым данным эта надпись планировалась для гурта остальных номиналов, однако не подошла из-за политического посыла в ней (надпись представляет собой девиз Бернской Республики). Сейчас представляет значительную нумизматическую ценность. В 2025 году, в честь 100-летнего юбилея чеканки Швейцарский монетный двор выпустит юбилейные монету номиналом в 100 франков. Монета выполнена из золота 900 пробы, её массо-габаритные параметры полностью соответствуют можете 1925 года. Тираж - 2500 экземпляров.